# Frea ivorensis
Frea ivorensis là một loài bọ cánh cứng trong họ Cerambycidae.